# سانتیاگو توسسی
سانتیاگو توسسی (انگلیسی: Santiago Tossi؛ زادهٔ ۴ سپتامبر ۱۹۹۴) بازیکن فوتبال اهل آرژانتین است.